# Paul Behncke
Paul Behncke, född 13 augusti 1866 och död 4 januari 1937, var en tysk sjömilitär.
Behncke inträdde vid marinen 1883, blev avdelningschef för amiralstaben 1911, konteramiral och ställföreträdande chef för amiralstaben 1914 och amiral 1920. Behncke ivrade redan i början av 1915 för det oinskränkta ubåtskriget samt förde under Skageracksslaget 31 maj 1916 befäl över 3:e slagskeppseskadern. Efter krigets slut blev Behncke 1919 ordförande i den militära kontrollkommissionen över Ålandsbefästningarna och var 1920-24 chef för tyska marinen. Han utgav Unsere Marine im Weltkriege und ihr Zusammenbruch (1920).